# Vogelschutzgebiet 'Bastauniederung'
Vogelschutzgebiet 'Bastauniederung' este o arie protejată (arie de protecție specială avifaunistică — SPA) din Germania întinsă pe o suprafață de 2.500,83 ha, integral pe uscat.

## Localizare
Centrul sitului Vogelschutzgebiet 'Bastauniederung' este situat la coordonatele 52°18′35″N 8°46′16″E / 52.3097°N 8.7711°E.

## Înființare
Situl Vogelschutzgebiet 'Bastauniederung' a fost declarat arie de protecție specială avifaunistică în decembrie 2004 pentru a proteja 38 de specii de animale.

## Biodiversitate
Situată în ecoregiunea continentală, aria protejată nu include niciun habitat protejat.
La baza desemnării sitului se află mai multe specii protejate de  păsări (38): lăcar-de-lac (Acrocephalus scirpaceus), pescăruș albastru (Alcedo atthis), rață lingurar (Anas clypeata), rață mică (Anas crecca crecca), rață cârâitoare (Anas querquedula), fâsă de luncă (Anthus pratensis), rață-cu-cap-castaniu (Aythya ferina), egretă mare (Casmerodius albus albus), Charadrius dubius curonicus, chirighiță neagră (Chlidonias niger), barză albă (Ciconia ciconia ciconia), barză neagră (Ciconia nigra), erete de stuf (Circus aeruginosus), erete vânăt (Circus cyaneus), cristeiul de câmp (Crex crex), șoimul rândunelelor (Falco subbuteo), becațină comună (Gallinago gallinago), Grus grus grus, sfrâncioc roșiatic (Lanius collurio), sfrâncioc mare (Lanius excubitor excubitor), privighetoare (Luscinia megarhynchos), Luscinia svecica cyanecula, becațină mică (Lymnocryptes minimus), gaia roșie (Milvus milvus), Numenius arquata arquata, grangur (Oriolus oriolus), viespar (Pernis apivorus), bătăuș (Philomachus pugnax), ploier auriu (Pluvialis apricaria), cresteț pestriț (Porzana porzana), Rallus aquaticus aquaticus, mărăcinar (Saxicola rubetra), mărăcinar negru (Saxicola torquatus), Tachybaptus ruficollis ruficollis, fluierar de mlaștină (Tringa glareola), fluierar cu picioare verzi (Tringa nebularia), fluierarul de zăvoi (Tringa ochropus), nagâț (Vanellus vanellus).